# 王進
王進（おうしん）は、中国の小説で四大奇書の一つである『水滸伝』及び『水滸後伝』及び『蕩寇志』の登場人物。武術の達人で八十万禁軍の教頭（武術師範）をつとめる。家族は60歳を過ぎた老母との二人暮し。悪役である高俅の手から逃れる途中、百八星の一人である史進に武芸十八般を教えた。

## 生涯
高俅が殿帥府の大尉に就任した時、殿帥府所属の者は全て彼の下へ挨拶に来たが、ただ一人、教頭の王進だけは半月前からの病気を理由に欠席していた。激怒した高俅は病身の王進を無理やり呼びつけ、激しく罵倒した。なぜなら、かつて高俅が王進の亡父の王昇から棒術を習っていたとき、散々に打ち据えられた恨みがあったからである。高俅の仕返しを恐れた王進は辺境の延安府（そこには彼の武芸の腕を知るものがたくさんいた）へ逃亡することに決め、その夜密かに母を連れ東京を出た。
約1ヵ月後、彼らは史家村の大旦那の家に滞在することになった。5日ほど宿泊した後、出発のため馬屋に馬を見に行った王進は、体中に青竜の刺青を彫った若者が棒の稽古をしているのを見つけた。王進は「なかなかやるが、それでは本当の使い手には敵うまい」としゃべってしまい、怒った若者に勝負を挑まれる。そこに現れた大旦那は、この若者は自分の倅で史進といい、よければ稽古を付けていただきたい、という。
王進は棒をとり、挑みかかってきた史進をあっさりと突き倒してしまう。恐れ入った史進はぜひとも自分の師匠になってくれと懇願し、王進もまた自分達の正体を明かし、宿泊の礼にとその日から毎日史進に武芸十八般、すなわち「矛・鎚（なげつち）・弓・弩・銃（斧の一種と言われる）・鞭・簡（鉄鞭の一種）・剣・鏈（くさりがま）・撾（なげぼこ）・斧・鉞・戈・戟・牌（たて）・棒・鑓・杈」を教授した。
半年後、史進の腕が十分熟達したのを見届けると、王進は史家村を去って延安府に向かい、そのまま物語から姿を消す。後に史進が幾度か王進を探したが、出会うことはできなかった。

### 水滸後伝
『水滸後伝』では、呼延灼、岳飛等と対金防衛戦線を戦うが保てず、戦線崩壊の後は梁山泊残党と共に高俅、蔡京、童貫、蔡攸ら四姦を斬った後、そのまま梁山泊残党と行動を共にする。